# Дабрагез
Дабрагез (греч. Δαβραγέζας, транскрибируют также как Доброгаст, Доброгост) — антский военачальник на службе византийской армии (550-е годы).

## Исторические данные
Единственным источником, содержащим информацию о Дабрагезе, является «История» Агафия Миринейского. Под 554 годом, при описании военных действий между Византией и персами, Дабрагез упоминается вместе с Усигардом. Они возглавили византийские войска в количестве не более 600 всадников. Эти войска были посланы против персов. Когда персидский отряд двинулся на Оногурис, всадники во главе с Дабрагезом и Усигардом обратили их в бегство.
В 555 году Дабрагез, названный таксиархом по роду своей деятельности и антом по происхождению, вместе с гунном Элмингиром снарядили десять лёгких судов для защиты византийских кораблей на реке Фазис. На этих судах они производили наблюдение и охрану по верхнему течению реки. Во время службы им удалось захватить два вражеских корабля. Ранее эти корабли принадлежали византийцам, но были захвачены персами. Из-за ночной бури канаты кораблей, привязанные к берегу, были растянуты, а потом лопнули. Вместе со спящими персами корабли отправились по течению реки в руки людей Дабрагеза.

## Этимология имени
Чешский историк-славист Любор Нидерле читал его имя как Доброгост, немецкий языковед Макс Фасмер как Доброезд.

## Семья
У Агафия под 556 годом упоминается сын Дабрагеза — Леонтий. Леонтий был в составе ста отборных византийских воинов, которые должны были осуществить разведку местности для нападения на врага. Когда разведывательный отряд подошёл ближе к вражескому стану, Леонтий поскользнулся и покатился вниз, сломав при этом свой щит. Грохот разбудил стражу, но ничего не поняв, они заснули. Византийские воины напали на них и убили.
На основании того, что сын Дабрагеза носил христианское имя, предполагается, что или Дабрагез и его сын Леонтий были крещёнными в христианскую веру, или крещён был только один Леонтий.